# Corner with Love
Corner with Love (轉角*遇到愛 - Zhuǎn Jiǎo Yùdào ài) est une série télévisée taïwanaise en seize épisodes de 60 minutes diffusée entre le 7 janvier 2007 et le 22 avril 2007 sur CTV. 

## Synopsis
Xin Lei, jeune fille issue d'une famille aisée, et Qin Lang, un jeune homme qui vient d'arriver à Shanghai pour poursuivre son rêve de devenir un artiste, se rencontrent à un carrefour totalement par hasard à la suite d'un accident. Ils se rencontrent encore par la suite lorsque Xin Lei se rend au restaurant où travaille Qin Lang. Ils apprendront à se connaitre par la suite lorsque Xin Lei demande à Qin Lang de lui apprendre comment cuisiner des omelettes aux huîtres. 
Un jour, l'entreprise des parents de Xin Lei se retrouve dans le rouge et ferme. Sans rien lui dire, les parents de Xin Lei disparaissent afin de se cacher, lui laissant pour seuls adieux un ticket d'avion et la clé de leur maison à Taïwan. Pour aggraver les choses, le riche fiancé de Xin Lei la quitte à la suite du souhait de ses parents ne voulant pas que leur fils l'épouse en raison de ce qu'il vient de se passer. 
Les seules deux personnes qui lui restent désormais sont Qin Lang et sa meilleure amie Xi Xian. Qin Lang lui apprend par la suite qu'il rentre à Taïwan, ils se disent donc adieu autour d'un verre. Lorsque Xin Lei arrive à Taïwan, elle découvre que la maison dont elle possède la clé et la maison où habite Qin Lang et sa famille ne sont qu'une seule et même maison ! Après maintes controverses et voyant que Xin Lei n'a nulle part où aller, la grand-mère de Qin Lang l'autorise à rester dans leur maison. Ainsi commence une histoire d'amour magique...

## Distribution
- Barbie Xu : Yu Xin Lei (俞心蕾)
- Alan Luo : Qin Lang (秦朗)
- Lu Jia Xin : Cai Xiao Yang (蔡小陽)
- Dean Fujioka : An Teng Feng (安藤楓)
- Fang Fang (方芳) : Du Dan Po (牡丹婆)
- Harlem Yu : Lian Sheng Quan (連勝全)
- Carolyn Chen : Wen Bi Zhu (溫碧珠)
- Zhang Li Wei (張立威) : Ah Da (阿達)
- Chen Yan Ru (陳彥儒) : Jiu Ba Dao (九把刀)
- Huang Hong Sheng : Ah Yi (阿義)
- Chen Zhi Kai : Yin Shang Dong (尹尚東)
- Jiang Chao : Xiao Pang (小胖)
- Fan Ming (范明) : Cui Ge (崔哥)
- Xiao Jian (蕭劍) : Bao Che Ren (包車仁)

## Fiche technique
- Générique de début : Ai De Yong Qi (愛的勇氣) par Megan Lai
- Générique de fin : Ai Zhuan Jiao (愛轉角) par Alan Luo